# Pars-lès-Romilly
 Pars-lès-Romilly  es una población y comuna francesa, en la región de Champaña-Ardenas, departamento de Aube, en el distrito de Nogent-sur-Seine y cantón de Romilly-sur-Seine-1.

## Demografía
| 394 | 406 | 678 | 714 | 713 | 684 |
| Para los censos de 1962 a 1999 la población legal corresponde a la población sin duplicidades (Fuente: INSEE [Consultar]) |     |     |     |     |     |